# Pierre Couture
Pour les articles homonymes, voir Pierre Couture (ingénieur) et Couture (homonymie).
Pierre Couture est un physicien et scientifique québécois. Son nom est surtout associé au développement d'une technologie de moteur-roue pour Hydro-Québec dans les années 1990.

## Biographie
Titulaire d'un baccalauréat en physique de l'Université de Montréal en 1971, il complète un doctorat de la même université à l'Institut de recherche d'Hydro-Québec (IREQ) en 1978, qu'il intégrera par la suite comme chercheur. Il est associé au développement du tokamak de Varennes (TdV) et à celui de l'Université de Princeton. 
Couture commence ses recherches sur le moteur-roue au début des années 1980, après un séjour à New York où il a été pris dans un embouteillage routier sur une autoroute à huit voies. Voyant les véhicules immobilisés à perte de vue, il lui vint l'idée d'étudier la question de la perte énergétique, des impacts environnementaux et d'une solution alternative. Son moteur-roue à couplage magnétique direct et à couple élevé a été dévoilé en août 1994. Deux ans plus tard, la direction de TM4, une filiale d'Hydro-Québec, mettait fin au programme après des investissements de 65 millions de dollars canadiens. Couture et son équipe démissionnent avec fracas. Par la suite, Hydro-Québec fut critiquée pour ne pas avoir capitalisé sur le modèle présenté par Couture. 
L'héritier du moteur-roue est commercialisé par TM4, qui s'est associée au groupe Dassault dans le développement d'un véhicule électrique, la Cleanova. Des prototypes ont été construits en 2006.
En 2009, la direction d'Hydro-Québec a annoncé que son moteur avait été choisi par Tata Motors et la firme danoise Miljø pour équiper une version de démonstration de son modèle Indica Vista, qui sera testé en Norvège. Dans la pièce de théâtre documentaire « J'aime Hydro » de 5 épisodes, réalisée par Christine Beaulieu et présentée en 2016 pour la première fois, on retrouve une courte entrevue avec M. Couture à propos du moteur-roue et des enjeux qui y sont reliés.